# Jindřich Balcar
Jindřich Balcar (né le 22 mars 1950 à Jablonec nad Nisou - mort le 21 novembre 2013 à Liberec) est un sauteur à ski tchèque.
Il est le frère du sauteur à ski Jaroslav Balcar.

## Palmarès

### Jeux olympiques
| Épreuve / Édition | Innsbruck 1976 |
| Grand Tremplin    | 27e            |

### Coupe du monde
- Meilleur résultat: 27e.